# Abacavir/dolutegravir/lamivudine
Abacavir/dolutegravir/lamivudine, merknaam Triumeq (ViiV Healthcare), is een geneesmiddel dat gebruikt wordt voor de behandeling van een hiv-infectie. Het is een zogenaamd combinatiepreparaat, dat meerdere werkzame stoffen combineert in één toedieningsvorm. De behandeling van hiv bestaat altijd uit een combinatie van meerdere middelen, combinatietherapie of HAART (highly active antiretroviral therapy) genoemd. Abacavir/dolutegravir/lamivudine vormt in één eenmaal daags in te nemen tablet een volledige combinatiebehandeling.
Het middel werd in augustus 2014 goedgekeurd door de FDA voor gebruik in de Verenigde Staten; in september 2014 verleende het EMA een vergunning voor toepassing in de Europese Unie. Abacavir/dolutegravir/lamivudine is daarmee het vierde eentabletsregime voor de behandeling van hiv op de markt, na Emtricitabine/tenofovir disoproxil/efavirenz (Atripla), Emtricitabine/rilpivirine/tenofovir disoproxil (Eviplera of  Complera) en Elvitegravir/cobicistat/emtricitabine/tenofovir disoproxil (Stribild).
Een tablet Triumeq bevat:
- 600 mg abacavir, een nucleoside-analoge reversetranscriptaseremmer
- 50 mg dolutegravir, een integraseremmer
- 300 mg lamivudine, een nucleoside-analoge reversetranscriptaseremmer

## Zwangerschap
De FDA waarschuwt voor een verhoogd risico op neuralebuisdefecten in de eerste 3 maanden van de zwangerschap.